# Ченеј
Ченеј је насеље у градској општини Нови Сад, у Јужнобачком округу, у Србији. Према попису из 2022. било је 1942 становника.
Становништво Ченеја претежно живе на салашима. Поред насеља налази се и аеродром „Ченеј“ са земљаном пистом који се углавном користи у пољопривредне сврхе.

## Знаменитости
У Ченеју се налазе:
- Дуд Ченејац, који се налази у дворишту салаша Живке и Младенка Кузмановића, са стаблом пречника 1,30 метар, старости између 180 и 200 година. То је најстарије дрво Дуда у Србији, заштићено природно добро и модел за типични ченејски сувенир: ракију дудовачу.[1]
- Црква Св. Духа, за коју не постоје поуздани подаци о години изградње, али према неким писаним документима постоји још од пре 1835. године. Неке од икона које се и данас могу видети у цркви осликао је Јован Клајић. Позната је и по томе што је око ње сниман део филма Поп Ћира и поп Спира[1]
- Споменик Новосадском партизанском одреду је подигнут у част ослобођења од фашизма[1]
- Споменик палим борцима у Другом светском рату, који се налази у самом центру насеља[1]
- Три надгробне плоче из 18. века у Ченеју, споменик културе

## Салаши
Салаши су јединствени објекти у облику ранчева. Настајали су тако што је њихова првобитна намена била привремени смештај породица, које су боравиле на овим просторима, а затим су то постали домови, уз које су ишли и пратећи објекти, грађени на средини поседа. Неки од салаша користе се и као смештајни објекти намењени за туризам, као нпр.:
- Салаш 137
- Наш салаш
- Бркин салаш
- Пајин Салаш
- Салаш Волић

у којима се већином налазе ресторани са типичним специјалитетима из тог краја.

## Гастрономија
Предјело: сиреви, сувомеснатих производи (кобасице, кулен, домаћа џигерњача, крвавица, шваргла, димљена шунка, домаћа сланина), чварци, пихтије, јаја и теста.
Пре сваког главног јела се служе:
- супе: морчија, пилећа, јунећа, пачја, гушчија, од фазана, петла, па чак и голуба. У супу се стављају домаћи резанци, кнедле, флекице за супу, дервиш или тарана.
- чорбе: парадајз чорба, бела чорба, чорба од фазана, кисела чорба од зеца

Главно јело се прави од печене, поховане или динстане свињетине, живинског меса, јунетине, јагњетине или овчетине, уз које могу ићи прилози: грашак, боранија, спанаћ, кељ, тиквице, ђувеч и кромпир у различитим облицима.
Типична јел су: гулаш, паприкаш, пасуљ, пуњене паприке, сарма, пилав, мусака, бећар паприкаш, а посебни специјалитети су: сарма од листова винове лозе и пијани шаран.
За дезерт се најчешће праве резне штрудле, гибанице, крофне, резанци с маком, гомбоце, кох, лење пите, ригојанчи, жербо коцке, ванилице, кремпите, принцес крофне, облатне и друго.

## Аеродром Ченеј
Аеродром „Ченеј“ је грађен од 1952. и пуштен у рад 1953. године, за потребе новоформираног Ваздухопловног центра Војводине у условима Резолуције Информбироа и свеобухватне блокаде Југославије. Локацију за аеродром пронашао је Средоје Пајић, тадашњи командант Ваздухопловног центра, који је водио све припреме и изградњу аеродрома, по пројекту архитекта Васе Пејића.
Налази се на 16-том километру од Новог Сада, са десне стране (старог) пута М-5, Нови Сад-Суботица. Правоугаоног облика димензија 1.500м Х 300м, а полетно-слетна стазе 1.500м Х 100м. Данас је пре свега намењен спортској и пољопривредној авијацији и на њему се одржавају и разна такмичења. У оквиру аеродрома делује Аеро клуб „Нови Сад“, најстарији и један од најуспешнијих аероклубова, основан 1923. године.

## Демографија
Према попису из 2002. било је 2115 становника (према попису из 1991. било је 1577 становника).
У насељу Ченеј живи 1690 пунолетних становника, а просечна старост становништва износи 39,6 година (38,0 код мушкараца и 41,1 код жена). У насељу има 683 домаћинства, а просечан број чланова по домаћинству је 3,09.
Ово насеље је углавном насељено Србима (према попису из 2002. године).
|  |

| Демографија | Демографија | Демографија |
| Година      | Становника  | Становника  |
| ----------- | ----------- | ----------- |
| 1948.       | 2.278       |             |
| 1953.       | 2.125       |             |
| 1961.       | 2.078       |             |
| 1971.       | 1.828       |             |
| 1981.       | 1.686       |             |
| 1991.       | 1.577       | 1.572       |
| 2002.       | 2.115       | 2.140       |

| Етнички састав према попису из 2002.‍ | Етнички састав према попису из 2002.‍ | Етнички састав према попису из 2002.‍ | Етнички састав према попису из 2002.‍ | Етнички састав према попису из 2002.‍ |
| ------------------------------------ | ------------------------------------ | ------------------------------------ | ------------------------------------ | ------------------------------------ |
|                                      |                                      |                                      |                                      |                                      |
| Срби                                 | Срби                                 |                                      | 1.794                                | 84,82%                               |
| Југословени                          | Југословени                          |                                      | 59                                   | 2,78%                                |
| Словаци                              | Словаци                              |                                      | 37                                   | 1,74%                                |
| Мађари                               | Мађари                               |                                      | 33                                   | 1,56%                                |
| Хрвати                               | Хрвати                               |                                      | 21                                   | 0,99%                                |
| Црногорци                            | Црногорци                            |                                      | 9                                    | 0,42%                                |
| Словенци                             | Словенци                             |                                      | 5                                    | 0,23%                                |
| Горанци                              | Горанци                              |                                      | 5                                    | 0,23%                                |
| Румуни                               | Румуни                               |                                      | 4                                    | 0,18%                                |
| Бугари                               | Бугари                               |                                      | 4                                    | 0,18%                                |
| Албанци                              | Албанци                              |                                      | 3                                    | 0,14%                                |
| Русини                               | Русини                               |                                      | 2                                    | 0,09%                                |
| Роми                                 | Роми                                 |                                      | 2                                    | 0,09%                                |
| Немци                                | Немци                                |                                      | 2                                    | 0,09%                                |
| Украјинци                            | Украјинци                            |                                      | 1                                    | 0,04%                                |
| Руси                                 | Руси                                 |                                      | 1                                    | 0,04%                                |
| Македонци                            | Македонци                            |                                      | 1                                    | 0,04%                                |
| Буњевци                              | Буњевци                              |                                      | 1                                    | 0,04%                                |
| непознато                            | непознато                            |                                      | 117                                  | 5,53%                                |

| \| \| м \| \| \| ж \| \| ? \| 5 \| \| \| 5 \| \| 80+ \| 10 \| \| \| 35 \| \| 75—79 \| 18 \| \| \| 41 \| \| 70—74 \| 46 \| \| \| 48 \| \| 65—69 \| 49 \| \| \| 75 \| \| 60—64 \| 59 \| \| \| 61 \| \| 55—59 \| 43 \| \| \| 48 \| \| 50—54 \| 80 \| \| \| 75 \| \| 45—49 \| 121 \| \| \| 94 \| \| 40—44 \| 75 \| \| \| 81 \| \| 35—39 \| 63 \| \| \| 78 \| \| 30—34 \| 63 \| \| \| 69 \| \| 25—29 \| 78 \| \| \| 56 \| \| 20—24 \| 71 \| \| \| 76 \| \| 15—19 \| 80 \| \| \| 83 \| \| 10—14 \| 56 \| \| \| 65 \| \| 5—9 \| 56 \| \| \| 62 \| \| 0—4 \| 58 \| \| \| 32 \| \| Просек : \| 38,0 \| \| \| 41,1 \| |      |  |  |      |
| |      |  |  |      |
| | м    |  |  | ж    |
| ? | 5    |  |  | 5    |
| 80+ | 10   |  |  | 35   |
| 75—79 | 18   |  |  | 41   |
| 70—74 | 46   |  |  | 48   |
| 65—69 | 49   |  |  | 75   |
| 60—64 | 59   |  |  | 61   |
| 55—59 | 43   |  |  | 48   |
| 50—54 | 80   |  |  | 75   |
| 45—49 | 121  |  |  | 94   |
| 40—44 | 75   |  |  | 81   |
| 35—39 | 63   |  |  | 78   |
| 30—34 | 63   |  |  | 69   |
| 25—29 | 78   |  |  | 56   |
| 20—24 | 71   |  |  | 76   |
| 15—19 | 80   |  |  | 83   |
| 10—14 | 56   |  |  | 65   |
| 5—9 | 56   |  |  | 62   |
| 0—4 | 58   |  |  | 32   |
| Просек : | 38,0 |  |  | 41,1 |

| Година пописа     | 1948. | 1953. | 1961. | 1971. | 1981. | 1991. | 2002. |
| ----------------- | ----- | ----- | ----- | ----- | ----- | ----- | ----- |
| Број домаћинстава | 565   | 544   | 600   | 572   | 586   | 532   | 683   |

| Број чланова      | 1   | 2   | 3   | 4   | 5  | 6  | 7  | 8 | 9 | 10 и више | Просек |
| ----------------- | --- | --- | --- | --- | -- | -- | -- | - | - | --------- | ------ |
| Број домаћинстава | 135 | 147 | 119 | 157 | 74 | 36 | 10 | 3 | 1 | 1         | 3,09   |

| Пол    | Укупно | Неожењен/Неудата | Ожењен/Удата | Удовац/Удовица | Разведен/Разведена | Непознато |
| ------ | ------ | ---------------- | ------------ | -------------- | ------------------ | --------- |
| Мушки  | 861    | 277              | 516          | 36             | 32                 | 0         |
| Женски | 925    | 214              | 517          | 160            | 34                 | 0         |
| УКУПНО | 1.786  | 491              | 1.033        | 196            | 66                 | 0         |

| Пол    | Укупно                    | Пољопривреда, лов и шумарство | Рибарство                            | Вађење руде и камена | Прерађивачка индустрија       |
| ------ | ------------------------- | ----------------------------- | ------------------------------------ | -------------------- | ----------------------------- |
| Мушки  | 487                       | 147                           | 0                                    | 2                    | 135                           |
| Женски | 340                       | 92                            | 0                                    | 1                    | 71                            |
| Укупно | 827                       | 239                           | 0                                    | 3                    | 206                           |
|        |                           |                               |                                      |                      |                               |
| Пол    | Производња и снабдевање   | Грађевинарство                | Трговина                             | Хотели и ресторани   | Саобраћај, складиштење и везе |
| Мушки  | 10                        | 23                            | 47                                   | 5                    | 32                            |
| Женски | 2                         | 3                             | 48                                   | 9                    | 6                             |
| Укупно | 12                        | 26                            | 95                                   | 14                   | 38                            |
|        |                           |                               |                                      |                      |                               |
| Пол    | Финансијско посредовање   | Некретнине                    | Државна управа и одбрана             | Образовање           | Здравствени и социјални рад   |
| Мушки  | 1                         | 32                            | 17                                   | 12                   | 8                             |
| Женски | 5                         | 25                            | 8                                    | 19                   | 37                            |
| Укупно | 6                         | 57                            | 25                                   | 31                   | 45                            |
|        |                           |                               |                                      |                      |                               |
| Пол    | Остале услужне активности | Приватна домаћинства          | Екстериторијалне организације и тела | Непознато            | Непознато                     |
| Мушки  | 9                         | 3                             | 0                                    | 4                    | 4                             |
| Женски | 10                        | 0                             | 0                                    | 4                    | 4                             |
| Укупно | 19                        | 3                             | 0                                    | 8                    | 8                             |